# Енди Харгроув
Енди Харгроув је измишљени лик из америчке телевизијске серије „Три Хил“ кога игра амерички глумац Кјерен Хачинсон. Енди је професор у пословној школи коју похађа Карен. Њих двоје се упознају и започињу љубавну везу. Међутим, Енди је ускоро морао да се врати на свој родни Нови Зеланд, како би био уз мајку, која је била веома болесна. Такође је био један од осумњичених за подметање пожара у Деновом салону аутомобила. У петој сезони серије, Карен и Енди су поново заједно, на путу око света заједно са Каренином кћерком Лили.